# Rodrigo Aguirre
Rodrigo Sebastián Aguirre Soto est un footballeur uruguayen né le 1er octobre 1994. Il évolue au poste d'attaquant au Club América.

## Palmarès

### En équipe nationale
- Équipe d'Uruguay des moins de 17 ans
  - Deuxième du Championnat des moins de 17 ans de la CONMEBOL en 2011
  - Finaliste de la Coupe du monde des moins de 17 ans en 2011